# Plagiomyia alticeps
Plagiomyia alticeps är en tvåvingeart som beskrevs av Malloch 1938. Plagiomyia alticeps ingår i släktet Plagiomyia och familjen parasitflugor. Inga underarter finns listade i Catalogue of Life.